# 庆丰桥东站
庆丰桥东站位于中华人民共和国浙江省宁波市鄞州区明楼街道通途路、曙光北路交叉口，是宁波轨道交通6号线和规划中的10号线的地铁换乘站。6号线车站计划于2027年启用。

## 车站形制
庆丰桥东站位于鄞州区明楼街道通途路、曙光北路口。6号线车站沿通途路东西向设置，为地下二层岛式车站，长271.6米，宽22.7米，总建筑面积为16935平方米。规划10号线车站沿曙光北路设置。两线间使用T型节点换乘。

## 出口
6号线庆丰桥东站设置4个出入口。